# Anissa Lahmari
Anissa Lahmari (arabisch أنيسة لحماري; * 17. Februar 1997 in Saint-Cloud) ist eine französisch-marokkanische Fußballspielerin.

## Karriere

### Klub
Aus der Jugend von Paris Saint-Germain kommend, hatte sie in der Champions League gegen Glasgow City im März 2015 erstmals einen Einsatz für die erste Mannschaft. Doch wirklich durchsetzen konnte sie sich nicht und wurde erst kurz nach Reading verliehen, worauf zur Saison 2017/18 eine Leihe zum Paris FC folgte. Dann blieb sie erst einmal für ein halbes Jahr bei ihrem Stammklub, wurde Anfang 2019 aber erneut verliehen. Diesmal ging es nun zu ASJ Soyaux, wo sie bis zum Ende der laufenden Saison 2018/19 spielte. Dort unterschrieb sie zur Saison 2019/20 einen festen Vertrag.
Zur Saison 2020/21 verließ sie aber auch Soyaux wieder, um sich EA Guingamp anzuschließen. Danach machte sie die Rolle rückwärts und kehrte zur darauffolgenden Spielzeit wieder zu Soyaux zurück. Seit der Spielrunde 2022/23 steht sie wieder in Guingamp unter Vertrag.

### Nationalmannschaft
Mit der französischen U17 nahm Anissa Lahmari an der Europameisterschaft 2013 teil, ebenso wie sie bei der U19 im Kader der Europameisterschaft 2015 stand und ein paar Mal eingesetzt wurde.
Durch ihren algerischen Vater und ihre marokkanische Mutter konnte sie aber auch für die Nationalmannschaften dieser beiden Länder auflaufen. Nachdem sie im April zu einem Trainingslager der algerischen A-Nationalmannschaft eingeladen wurde, kam sie dort auch einmal in einem Freundschaftsspiel zum Einsatz. Aufgrund der schlechten Aussichten internationale Turniere mit der Mannschaft spielen zu können, entschied sie sich dafür, sich der Vorbereitung der Marokkanerinnen anzuschließen.
Somit wechselte sie erneut den Verband und debütierte für die marokkanische A-Nationalmannschaft am 1. Juli 2023 bei einem 0:0-Freundschaftsspiel gegen Italien. Hier wurde sie zur zweiten Halbzeit für Kenza Chapelle eingewechselt.
Am 11. Juli 2023 wurde sie für den Kader der Weltmeisterschaft 2023 nominiert. Dort stand sie bei der 0:6-Auftaktniederlage gegen Deutschland in der Startelf und machte so ihr WM-Debüt.